# Near Blue: A Taste of Melancholy
Near Blue: A Taste of Melancholy ist ein Jazzalbum von Franz Koglmann. Die vom 6. bis 8. Oktober 2023 im Stella Musica Studio, Wiener Neustadt, entstandenen Aufnahmen erschienen am 2. Februar 2024 auf ezz-thetics.

## Hintergrund
Den Ursprungsimpuls für Koglmanns Album Near Blue: A Taste of Melancholy lieferte der Komponist Josef Matthias Hauer. Doch nicht nur Hauers Musik spielte eine Rolle, auch die des Komponisten Bob Zieff („Waltz for Bob“). Dessen Stücke wurden u. a. von Art Farmer gespielt – der Trompeter verbrachte die letzten 30 Jahre seines Lebens in Wien. Des Weiteren enthält das Album Anspielungen auf Chet Baker („Chet’s CATS Heels“), sowie Hommagen an die mit Koglmann befreundeten Autoren Franz Schuh und Julian Schutting.
Der Titel von Koglmanns Album wurde von dem bildenden Künstler Sean Scully inspiriert. In Koglmanns Septett spielten Gert Schubert (Violine), Sandro Miori (Saxophone), Kurt Franz Schmid (Klarinette), Rudolf Ruschel (Posaune), Raoul Herget (Tuba) und Robert Michael Weiß (Piano). Präsentiert wird das Album in zwei Versionen – einem Stereo-Mix und einem binauralen Mix für Kopfhörer.

## Titelliste
- Franz Koglmann: Near Blue: A Taste of Melancholy (ezz-thetics)[3]

Stereo Mix
1. Franz Schuh 5:01
2. Nachts 3:29
3. Chet’s CATS Heels 3:14
4. April in Vienna 3:58
5. Near Blue 3:58
6. Waltz for Bob 5:27
7. A Day's Work 5:43
8. Schutting Intro 1:48
9. Schutting Interlude 3:02
10. Schutting Ending 3:18

Binaural Mix
1. Franz Schuh – Binaural mix (for headphones) 5:01
2. Nachts – Binaural mix 3:29
3. Chet's CATS Heels – Binaural mix 3:14
4. April In Vienna – Binaural mix 3:58
5. Near Blue – Binaural mix 3:58
6. Waltz for Bob – Binaural mix 5:27
7. A Day's Work – Binaural mix 5:43
8. Schutting Intro – Binaural mix 1:48
9. Schutting Interlude – Binaural mix 3:02
10. Schutting Ending – Binaural mix 3:12

Die Kompositionen stammen von Frnz Koglmann.

## Rezeption
Mit Near Blue: A Taste of Melancholy habe Koglmann ein neues Werk vorgelegt, das schon im Titel jenem schattigen, zartbitteren Klangkosmos zwischen Cool Jazz, freier Improvisation und Zweiter Wiener Schule zuzuordnen ist, in dessen Kontext dieser längst eine unverwechselbare, hochoriginelle musikalische Signatur entwickelt hat, meinte Andreas Felber in OE1.
Die klassische Jazz-Rhythmusachse Bass/Schlagzeug würde hier fehlen; stattdessen ertönen Violine, Klarinette, Saxofone, Altflöte, Posaune, Tuba, Klavier und das Flügelhorn des Bandleaders, schrieb David Mochida Krispel (Der Falter). Koglmanns labyrinthische Arrangements erzeugten das Gefühl einer durchwirbelten Zeitachse, das Hirn ringe ob der Vielfalt gestalterischer Ideen mit dem Ohr. Die Liner Notes würden von „makelloser Subversion“ sprechen, was die Sache gut treffe. Wer sich dieser originell dialektischen Konzeption öffne, dürfte begeistert sein.
Das sporadische Vorkommen von Reihen verrate manches über die Verteilungsprinzipien in Koglmanns feingliedriger Musik: In ihr würden delikateste Gleichgewichtsverhältnisse herrschen, schrieb Ronald Pohl (Der Standard). Über allem aber würde Koglmanns eminenter Klangfarbsinn dominieren. Eine fast schon Anton Webern’sche Art der Instrumentenverteilung sorge für irisierende Effekte, ein Leuchten im Halbdämmer. Die sei „Melancholie aus Prinzip“, wobei sich gerade auch der Flügelhornist Koglmann in bestechender Form zeige.